# Miguel Claro
Miguel Claro Vásquez (Santiago de Chile, 1861, idem-19 de mayo de 1921) fue un médico cirujano y sacerdote católico. Fue el primer médico obispo de Chile. Es reconocido por establecer las bases del sindicalismo obrero-cristiano en Chile, y por sus aportes al estudio de la cirugía del absceso del hígado por disentería.    

## Vida y obra
Miguel Claro nació en Santiago de Chile. Realizó sus estudios secundarios en el Seminario Conciliar de Santiago. Luego inició estudios en Medicina; logró su título profesional de médico cirujano el 12 de enero de 1885. 
Según el historiador de la medicina chilena, Enrique Laval, Claro trabajó como médico particular en el actual sector de Bellas Artes, en Santiago Centro, aunque otras publicaciones sostienen que ejerció en la ciudad de Quillota.
Trabajó como médico particular durante un par de años, y luego ingresó al Seminario de la Arquidiócesis de Santiago, donde recibió la ordenación sacerdotal en el mes de marzo de 1888.  
Se desempeñó como capellán de la Hermandad de Dolores; luego el arzobispo Mariano Casanova lo designó secretario de la Curia. Fue nombrado vicario general de la Arquidiócesis en junio de 1902.
Mostró interés por la situación de los obreros en Chile. Fue el primero en traducir al castellano la encíclica Rerum Novarum del Papa León XIII y fue precursor de las enseñanzas sociales de la Iglesia en Chile; redactó el programa del sindicalismo de los obreros católicos.
Fue un estudioso de las Sagradas Escrituras y del Derecho Canónico. En 1908 fue nombrado Obispo Titular de Legione. En 1919, el papa Benedicto XV lo designó Obispo Auxiliar de la arquidiócesis de Santiago, dirigida por los obispos Crescente Errázuriz y luego por Juan Ignacio González Eyzaguirre.  
Miguel Claro era poseedor de una gran quinta en la actual comuna de Providencia, en la zona nororiente de Santiago de Chile. Allí había edificado una elegante mansión, "que parecía un palacio", y dos pequeñas casas. En 1913, parte de esa mansión comenzó a ser ocupada por el recién creado Liceo José Victorino Lastarria, el que permanece en ese sector hasta el siglo XXI. 
En su honor una importante arteria vial de la comuna de Providencia, en Santiago de Chile, lleva hasta hoy su nombre.
De su panegírico:

Silenciosamente ha descendido al sepulcro un gran Prelado, un ilustre Príncipe de la Iglesia chilena, un virtuoso Sacerdote; con muerte serena y apacible se ha dormido en el Señor el dignísimo Obispo, don Miguel Claro, el 19 del mes actual.
Pérdida lamentable es para la Iglesia y para la Patria el desaparecimiento de este varón prudente y justo.
Vivió siempre sin ruido, sin ostentación; pero trabajó, estudió, hizo el bien sin cesar, abnegadamente, con generosa caridad.
A pesar de su inquebrantable decisión de vivir olvidado en el retiro, en el silencio, la Iglesia le confió los puestos más delicados, las obras más importantes, las comisiones más difíciles y en todo momento el ilustre Prelado supo mostrarse activo, hábil y prudente; sus títulos y múltiples labores son el mejor comprobante.
De carácter bondadoso, de espíritu sereno, de ánimo imperturbable, jamás obró con precipitación ni ardores y en horas de pruebas, de rudos golpes, dio ejemplos de generosidad, de elevada nobleza de corazón.
Sus características fueron la modestia, el retiro; el estudio, el trabajo asiduo; la benevolencia para con todos, especialmente para con la clase obrera de la que fue benefactor y amparo, a la que de un modo especial consagró sus desvelos, sus actividades, todas sus influencias.
Varón de recto juicio, de ilustrado criterio, de larga experiencia, tenía una palabra, un consejo siempre acertado, en situaciones delicadas, en momentos de aflicción y duda.
Sincero admirador de las Ordenes Religiosas el Ilustrísimo señor Claro les guardó siempre respetuosa deferencia; jamás les negó su concurso y apoyo, cuando acudían a él.
Tuvo singular predilección por los Dominicos y ha querido dejar una edificante prueba de este afecto pidiendo para descanso de sus venerados restos la sepultura de los Hermanos de la Recoleta Domínica.
Harto sensible es la pérdida del Ilustrísimo señor Claro para la Iglesia y para la Patria en horas difíciles para ambas, pues las dos necesitan hoy hombres de la rectitud, del mérito que él poseía, capaces de señalar rumbos en problemas que exigen abnegación, experiencia e inspiración superior; problemas que hoy tanto apasionan, que agitan profundamente los ánimos y que si no se llevan por la tranquila senda de la justicia, de la verdad, del orden, pueden precipitar al abismo, a la ruina general.
Estos problemas son los principios económicos, sociales y religiosos que deben basarse en el derecho, en la moral y en la fe, problemas que piden la mayor suma de prudencia, de equidad, de estudio, de conciencia honrada y abnegada para salvar de segura ruina a una sociedad.
Tal fue la senda luminosa que siempre siguió el malogrado Obispo de Legión en sus obras, en sus consejos, en todas sus actividades; ojalá tenga muchos imitadores y así alejar de la Patria días de zozobras, de amenazas, de odios fratricidas.
Quiera Dios que su ejemplo, sus virtudes y su llorada muerte sirvan de inspiración y enseñanzas para los que sinceramente quieren la paz, la armonía de todas las voluntades por el bien de la Iglesia y de la Patria.
Paz eterna al virtuoso Prelado; veneración y gratitud al que trabajó en pro de sus semejantes.
Fr. LUIS Ma. IGLESIAS, O.P. Santiago, 21 de Mayo de 1921.

### Aportes en medicina
A mediados del siglo XIX, época en que los brotes de disentería afectaban Chile, aparecieron varios trabajos de medicina y memorias de grado de la facultad de Medicina de la Universidad de Chile. En ese contexto, la tesis de Miguel Claro "Observaciones clínicas sobre el tratamiento de los abscesos hepáticos", de 1884, fue considerado uno de los trabajos más importantes de la literatura médica de la época.